# Burma japán megszállás alatt (1943–1944)
A burmai hadjárat a második világháború délkelet-ázsiai hadszínterén folyt 1941 vége és 1945 között. 1942-ben csaknem egész Burma japán megszállás alá került, 1942 végén és 1943 elején pedig a japánoknak sikerült stabilizálniuk állásaikat az országban. 1944-ben a szövetségesek több összehangolt hadművelet megvalósításába kezdtek Burma nehezen járható részein, a japánok pedig döntő támadásra készültek fel a frontvonal központi részén, Imphal és Kohima térségében, hogy benyomuljanak Indiába. 1944 végére a szövetségeseknek sikerült visszaverni a japán csapatokat és jelentős területnyereséget könyvelhettek el. Japán veresége előrevetítette a szövetségesek támadását Burma ellen 1945-ben.

## Tervek

### Szövetséges tervek
1943 augusztusában a szövetségesek felállították a Délkelet-ázsiai Parancsnokságot (SEAC), mely összehangolta a szövetséges erők tevékenységét a délkelet-ázsiában. 1943 novemberére Burma és India közötti határszakaszon állomásozó 14. brit hadsereg készen állt a japánok elleni támadásra. A hadsereg kiképzését, harci moráljának megteremtését William Slim tábornok hajtotta végre. A hadsereg egységeit kiképeztette dzsungel-hadviselésre, jelentős mennyiségű gyógyszert, malária ellenes oltóanyagokat halmozott fel, helyreállította a katonák önbecsülését. Slim fokozatosan megerősítette csapatait, hogy kemény csapást mérhessen a frontvonal középső szakaszán.
Geoffrey Scoones altábornagy parancsnoksága alatt álló 4. hadtestnek kellett volna mérnie a főcsapást a japánok ellen, amelynek a kiindulópontja a Manipur állambeli Imphali-alföld volt, az egyetlen olyan körzet a több ezer négyzetkilométer nagyságú dombos vidéken, ahol repülőtereket létesíthettek. A szárazföldi összeköttetést az egyre fontosabbá váló imphali hadtápállomással mindössze egyetlen, észak felé, Asszámba kanyargó 200 km-es hegyi út biztosította. Az út az 1500 méter magasan fekvő Kohimánál keresztezett egy ösvényt, mielőtt lefelé tartott volna Dimapur irányába.

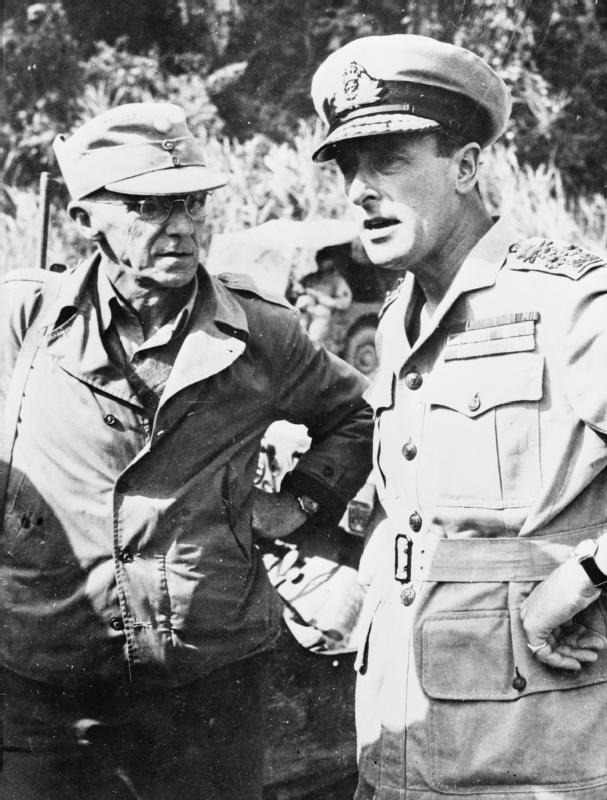
Joseph Stilwell és Louis Mountbatten

A szövetségesek nagy gondot fordítottak a megfelelő utánpótlási vonalak kiépítésére is, 1944 októberére az északkelet-indiai vasútvonal 4400 tonnára emelte a napi hadianyag szállítását a háború kitörése idején lévő 600 tonnáról. A Királyi Légierő is növelte a térségben állomásozó repülőgépeinek a számát, ez lehetővé tette, hogy a szövetséges csapatok hatásos légi támogatást, védelmet kapjanak; megszerezzék a légi fölényt egy esetleges csatában.
A szövetségesek számos tervet készítettek elő 1944-re. Louis Mountbatten, a vezérkar új parancsnoka kétéltű járművekkel végrehajtandó partraszállást támogatott Dél-Burmában. A normandiai partraszállásra való felkészülés azonban megkövetelte, hogy a kétéltű szállítójárműveket visszarendeljék Európába.
A kínai nemzeti erők 1942-ben visszavonultak Kínába illetve egy részük Indiába, ahol amerikai tisztek csoportja, Joseph Stilwell tábornok vezetésével kiképezte és felfegyverezte ezeket a csapatokat. Stilwell tervei között egy új, hegyi utánpótlási útvonal kiépítése is szerepet kapott, mely megteremtette volna az India és Kína közötti biztonságos utánpótlás megszervezését. A Ledo út építése a terveknek megfelelően haladt, és 1944 elejére az út elérte a Patkai hegységet. Az út továbbépítése megkövetelte, hogy Észak-Burmában támadást intézzenek a japán csapatok ellen.

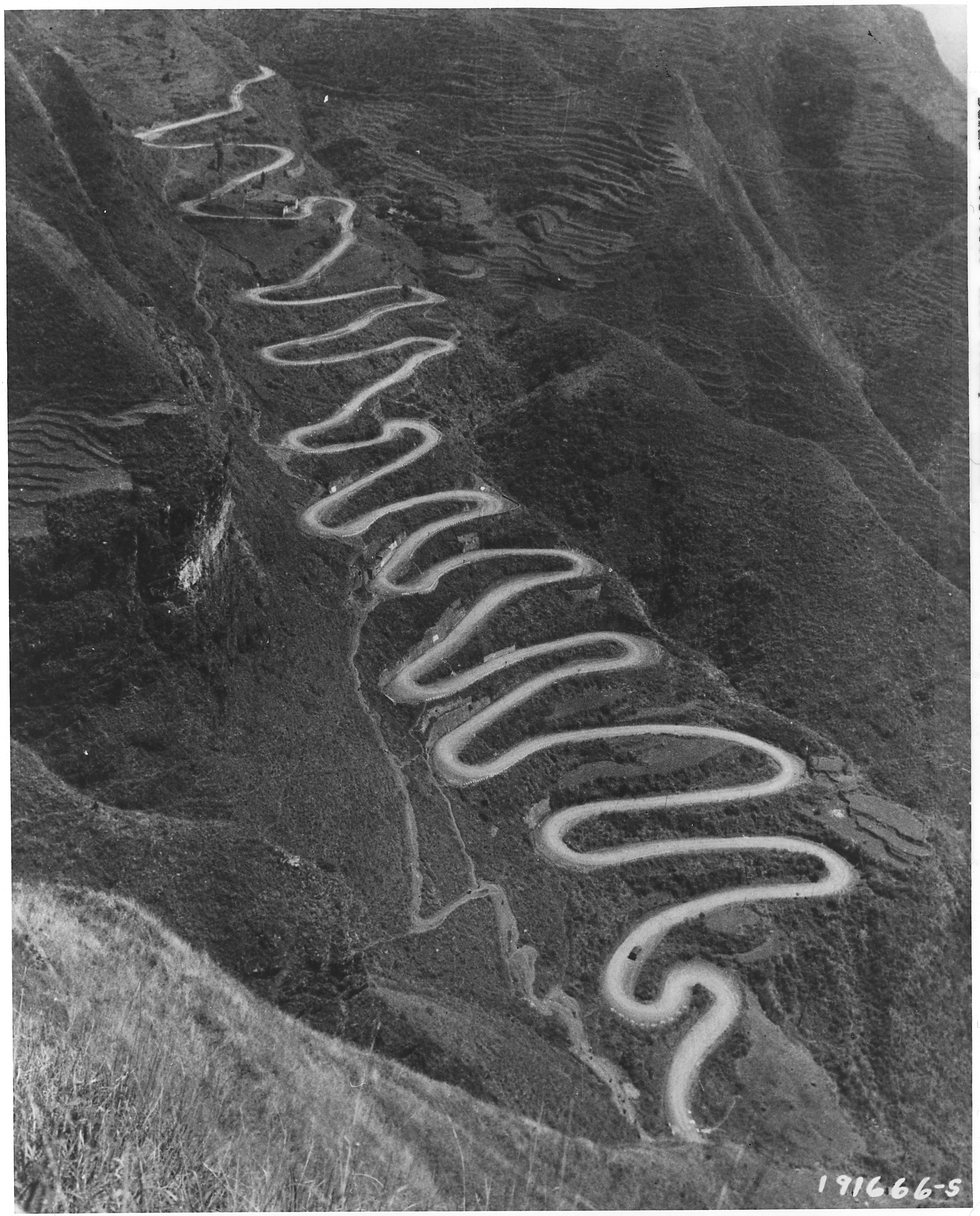
A Ledo út egy szakasza

Csang Kaj-sek ígéretet tett, hogy támadást intéz a japánok ellen Jünnan tartományból. Az Andamán-szigetek elleni brit partraszállás elvetése után, azonban elhalasztotta a támadást.
Az első csindit expedíció sikerén felbuzdulva maga Winston Churchill is támogatta egy újabb csindit támadás megszervezését. Slim ezt ellenezte, mert nem értett egyet a várhatóan nagy veszteségeket jelentő "kirakat-akcióval". A 3. indiai hadosztályban gyűjtötték össze a csindit egységeket, Stilwell megsegítésére az északi frontvonalon vetették be őket. Orde Wingate eredetileg Indaw légitámaszpont elfoglalását tűzte ki célul, hogy onnan további támadásokat intézhessenek Közép-Burma ellen. A terv ezen második részét később elvetették.
1944-ben végül a következő tervek megvalósítása mellett határoztak: Stilwell támadása kínai csapatokkal Indiából Észak-Burma ellen, amelyet csindit egységekkel támogatnak; újbóli támadás Arakán térségében; végül egy elterelő támadás Imphal térségéből a Csindvin-folyón keresztül, a többi hadművelet sikerének megsegítésére.
1944 márciusában Slim és vezérkara figyelmeztetést kapott arról, hogy a japán hadsereg a frontszakasz középső részén kíván támadást indítani, ezért megváltoztatták a szövetséges haditervet és Imphal térségébe csoportosította át a brit haderők nagy részét.

### Japán tervek
A Délkelet-ázsiai Parancsnokság felállításával egyidejűleg hívták vissza Burmából Shorijo Joda tábornokot, a 15. japán hadsereg parancsnokát, és hozták létre a Burma terület hadsereget Maszakazu Kawabe tábornok vezetése alatt. Az új hadsereg a 15. japán hadsereget (Közép-Burma), a 28. japán hadsereget (Arakán-partvidék), a 33. japán hadsereget (Észak-Burma) és az 5. japán légihadosztályt foglalta magában.
A 15. japán hadsereg új vezetője, Renja Mutagucsi azt tervezte, hogy megfordítja Japán csökkenő hadiszerencséjét oly módon, hogy a 15. japán hadsereggel Imphal térségében India ellen támad, ebben a tervében Tokió is támogatta.
Szubhasz Csandra Bosze - az Indiai Nemzeti Hadsereg parancsnoka - összegyűjtötte azokat a japán hadifogságba esett indiai katonákat, akik korábban Malajzia és Szingapúr elfoglalásánál adták meg magukat. Bosze az indiai egységeit a japánok mellett sorakoztatta fel, és a Delhibe való bevonulást tűzte ki célul. Bose és Mutagucsi is biztosak voltak benne, hogy az India elleni támadásuk sikeres és könnyű lesz. Mutagucsi tisztjeinek és hadosztály parancsnokainak a támadással kapcsolatos jogos aggodalmuk ellenére, a japán hadvezetés megkezdte az U-Go hadművelet megtervezését. Az akció célja az imphali brit támaszpont lerombolása volt, amellyel elvágták volna a déli Tiddim és az északi Kohima közötti védelmi vonalat. Kohima maga is az U-Go hadművelet egyik célpontja volt.
A támadás sikeréért a japánok egy elterelő hadműveletet (Ha-Go) is indítottak Arakánban a 28. japán hadsereg részvételével. Az elterelő hadművelet célja az volt, hogy a britek tartalék erőit délra vonzzák, és a Ha-Go hadművelet befejezésével megtámadhassák meggyengült eredeti célpontjukat, Imphalt.

## Északi front

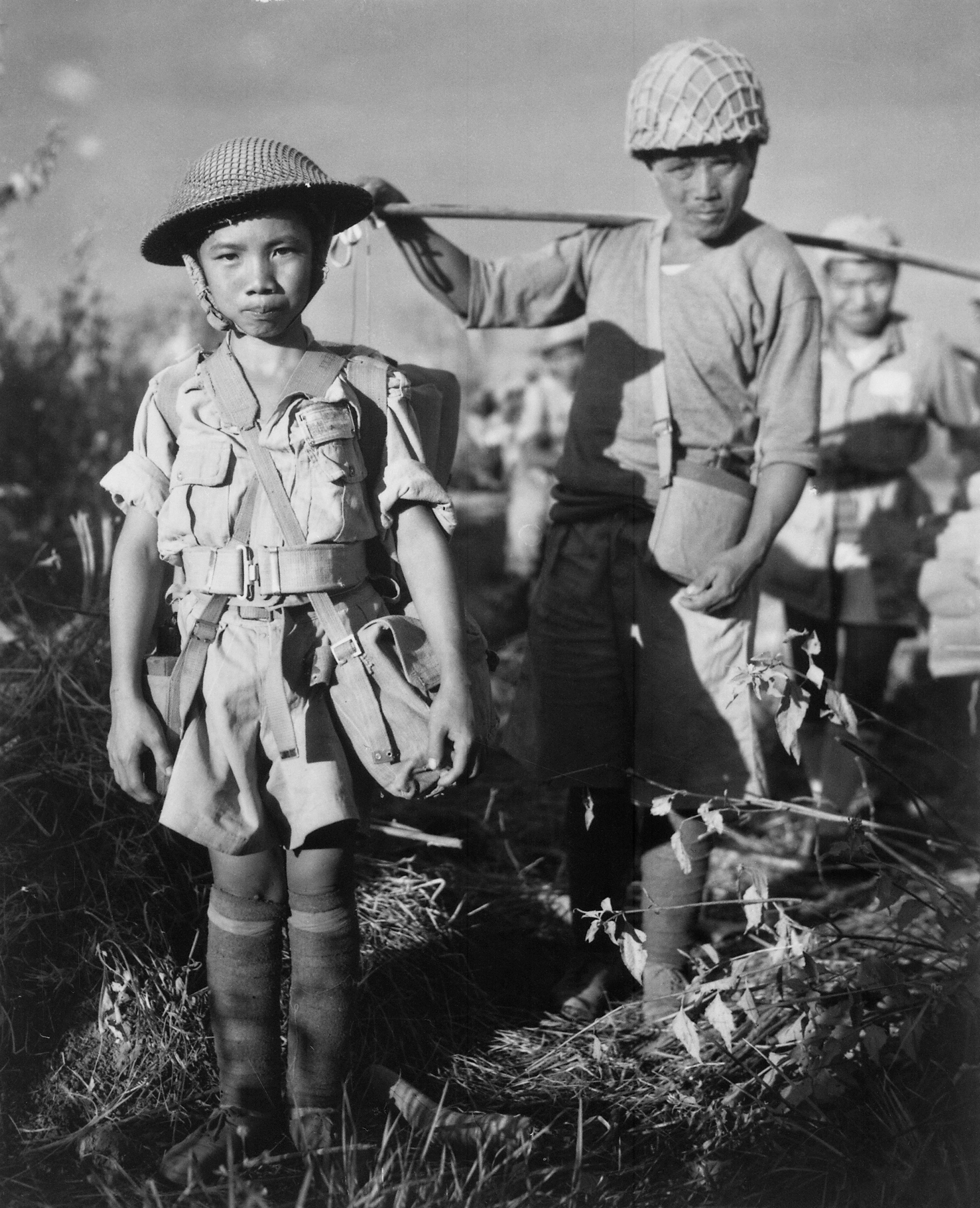
Egy 10 éves kínai katona Merrill marauderei közül a myitkyinai repülőtér elfoglalása után.

Stilwell erői, egy amerikai Stuart-tank zászlóaljjal felszerelt kínai hadosztály és egy expedíciós hadosztály, ismertebb nevén Merrill marauderei (martalócai), 1943 őszén megkezdték a benyomulást Észak-Burmába.
A 38. kínai hadosztály Szun Li-jen parancsnoksága alatt Ledóból indította meg támadását Shinbwiyang irányába, az amerikai és indiai munkások és mérnökök pedig folyamatosan haladtak utánuk, továbbépítve a Ledo utat. A 18. japán hadosztály a Csindvin-folyóig vonult vissza, itt próbálta megállítani Stilwell kínai hadosztályát. Merill marauderei közben továbbvonultak a Hukawang-völgyben Walawbum irányába. A dzsungel-hadviselés és a különleges kiképzés tette lehetővé, hogy a túlerőben lévő japán csapatok nem voltak képesek megakadályozni a marauderek előrenyomulását. Ha a 38. kínai hadosztály egy kicsit gyorsabban vonul előre, úgy a marauderekkel együtt már Walawbumnál körbezárhatták volna a japán 18. hadosztályt. A japánok visszavonulása után Stilwell már a korábban épült japán utánpótlási útvonalakt is igénybe tudta venni, így felgyorsulhatott a Ledo út megépítése.

### Második csindit expedíció
A Csütörtök-hadművelet egy csinditek által végrehajtott, Stilwellt támogató támadás volt a japán utánpótlási vonalak mögé, Indaw térségébe. Bernard Fergusson, a 16. csindit dandár parancsnoka 1944. február 5-én kezdte meg a támadást a japánok ellen, Ledóból indulva. Viszonylag könnyen vonult előre a nehéz terepen, elkerülte a japán őrjáratokat, és sikerült behatolnia a távoli japán Indaw térségbe. Márciusban három másik csindit dandár érkezett a térségbe. A csinditek feladati között az ellenséges vonalak mögötti és a brit nagyvárosokról, illetve londoni utcákról elnevezett kifutópályák építése is szerepelt (Aberdeen, Piccadilly, Broadway, White City), amelyek segítségével még több embert lehetett ellátni. 9000 embert és készleteket dobtak át ilyen módon a japán vonalak mögé.

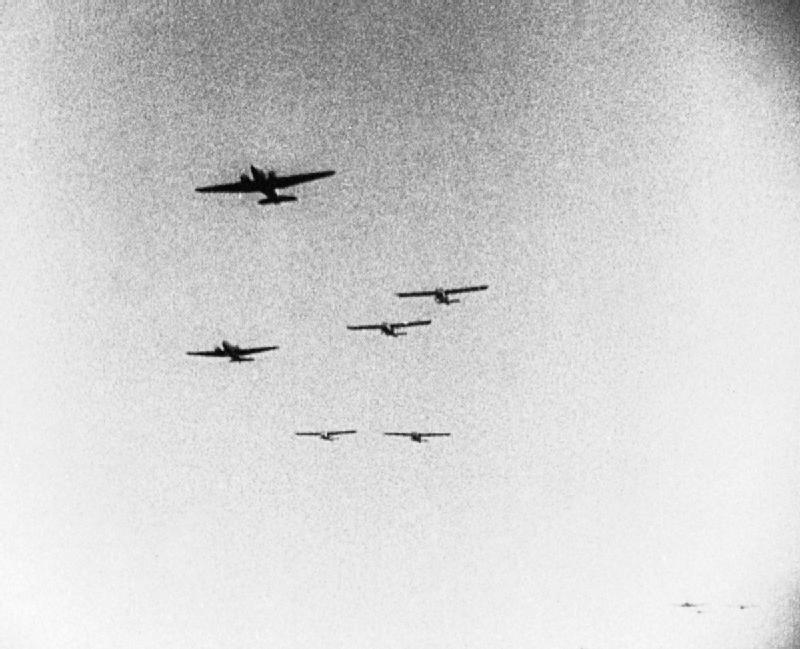
Csindit egységek szállítás a Csütörtök-hadművelet keretében.

Michael Calvert, a 77. csindit dandár parancsnokának vezetése alatt, sikeresen védték meg a Broadway kifutópályát és vágták el március 15-én a Mandalay-Myitkyina-vasútvonalat Indawtól északra, továbbá sikeresen szigetelték el az Észak-Burmában visszavonuló japán csapatok kommunikációját a közép-burmai japán egységektől. Március 24-én a csinditek megpróbálták elfoglalni az indawi repülőteret, ám a japánok visszaverték a támadást. Szintén március 24-én Orde Wingate, a csindit erők parancsnoka életét vesztette egy légibalesetben. helyére Joe Lentaigne-t nevezték ki.
Május 17-én a csinditek egységes irányítása megszűnt, egy részüket Slim 14. brit hadseregébe, másik részüket Stilvell hadosztályaiba irányították át. Calvert 77. csindit dandárja június 27-én hosszú harcok után elfoglalta Mogaungot, de a veszteség (a csapatok 50%-a) kiemelkedően magas volt. Júliusra a csindit csapatok kimerültek, továbbá a monszun időszak eljövetele miatt visszarendelték őket Indiába. A hadjárat végére a csinditek közül 1396 meghalt, 2434 pedig megsebesült.

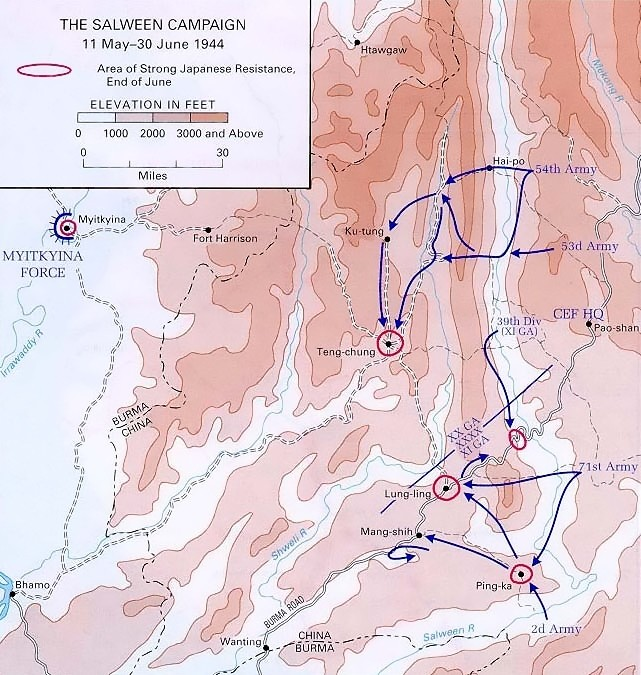
Hadműveletek a Szalven folyónál

### Jünnan front
A kínai nemzeti erők a Jünnan fronton április második felében kezdtek támadást a Szalven folyón átkelve. Néhány napon belül már 12 kínai hadosztály 72000 katonája Wej Lihuang tábornok irányításával, támadta meg az 56. japán hadosztályt. A japánoknak Észak-Burmában már két fronton kellett harcolniuk: északnyugaton Stilwell serege ellen, északkeleten a kínai erők ellen.
A kínai offenzívát a monszun és az utánpótlás hiánya hátráltatta, bár sikerült elfoglalniuk Tengcsung bázisát május végére. A japán ellenállás megtörése után a kínaiak augusztus végére elfoglalták Lunglingot. A japánok erősítést küldtek a térségbe és ellentámadást hajtottak végre, ami ideiglenesen megállította a kínai előrenyomulást.

### Myitkyina ostroma

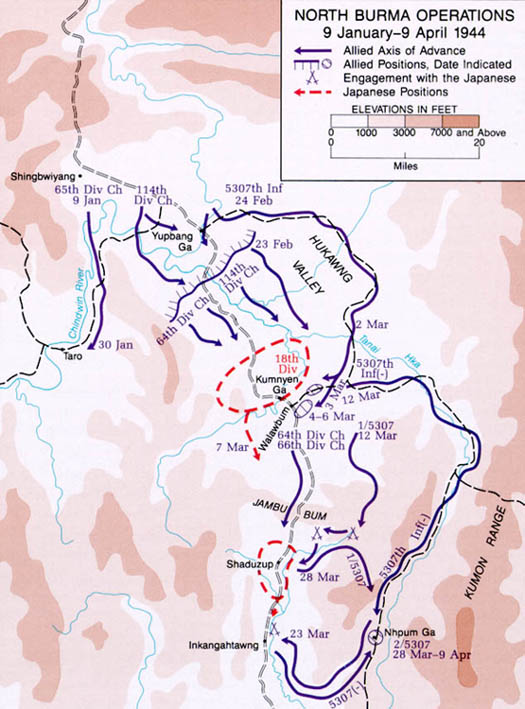
Előrenyomulás Myitkyina felé

Amíg a japánok a burmai front középső szakaszán totális támadást indítottak, Stilwell folytatta az előrenyomulást a Hukawang-völgyben. Május 19-én hadosztályai körülzárták Kamainget. Két nappal azelőtt, május 17-én Merrill marauderei megkezdték a Kumon hegylánc megmászását és elfoglalták a hegyek mögötti myitkyinai repülőteret. Az utánpótlási nehézségek miatt azonban kénytelenek voltak elhagyni a területet, és a japánok rövid időn belül erősítést küldtek Myitkyinába.
Hosszú harc kezdődött a város elfoglalásáért, az ostromban a japánok jelentős veszteségeket szenvedtek el. Amikor Stilwell elfoglalta a repülőteret a japánok visszavonultak a városba védekezni és megpróbálták felgyújtani a légibázist, ám a heves monszun esők miatt ez a tervük nem járt sikerrel. Július 10-én Genzo Mizukami tábornok parancsba adta, hogy Myitkyinát a halálig védeni kell. Július végére azonban a japánok helyzetet reménytelenné vált. Mizukami elrendelte a visszavonulást, ő maga pedig öngyilkosságot követett el. Myitkyinát végül augusztus 3-án foglalták el.
A város és a repülőtér elfoglalásával befejeződött Stilwell hadjáratának első fázisa. Sikerült elfoglalnia a Hukawang-völgyet, Myitkyinát, és ezáltal összeköttetést teremtenie Kína és India között. A Ledo út építésének folytatása felgyorsult, a kínai nemzeti erőket újból sikerült ellátni utánpótlással, a repülőtér elfoglalásával pedig biztosították a légifölényt a térségben.

## Déli front 1943-1944
Arakánban a 15. indiai hadsereg Philip Christison vezérezredes parancsnoksága alatt, újbóli támadást határozott el a Mayu-félsziget ellen. Az 5. indiai hadosztály a partvidék mellett vonult előre, a 7. indiai hadosztály a Kalapanzin folyón kelt át és a 81. nyugat-afrikai hadosztály a Kaladan-folyón átkelve vonult előre az 55. japán hadosztály ellen. A támadás 1943 decemberében indult meg, az 5. indiai hadosztály január 9-én elfoglalta Maungdaw kikötőt. A hadsereg a kikötő elfoglalása után előkészített egy támadást a japán vasútvonalak ellen a Kalapanzin-völgyben. A japánok támadása azonban keresztül húzta a britek terveit. Az 55. japán hadosztály áttörte a szövetséges vonalakat és körbezárta a 7. indiai hadosztályt.

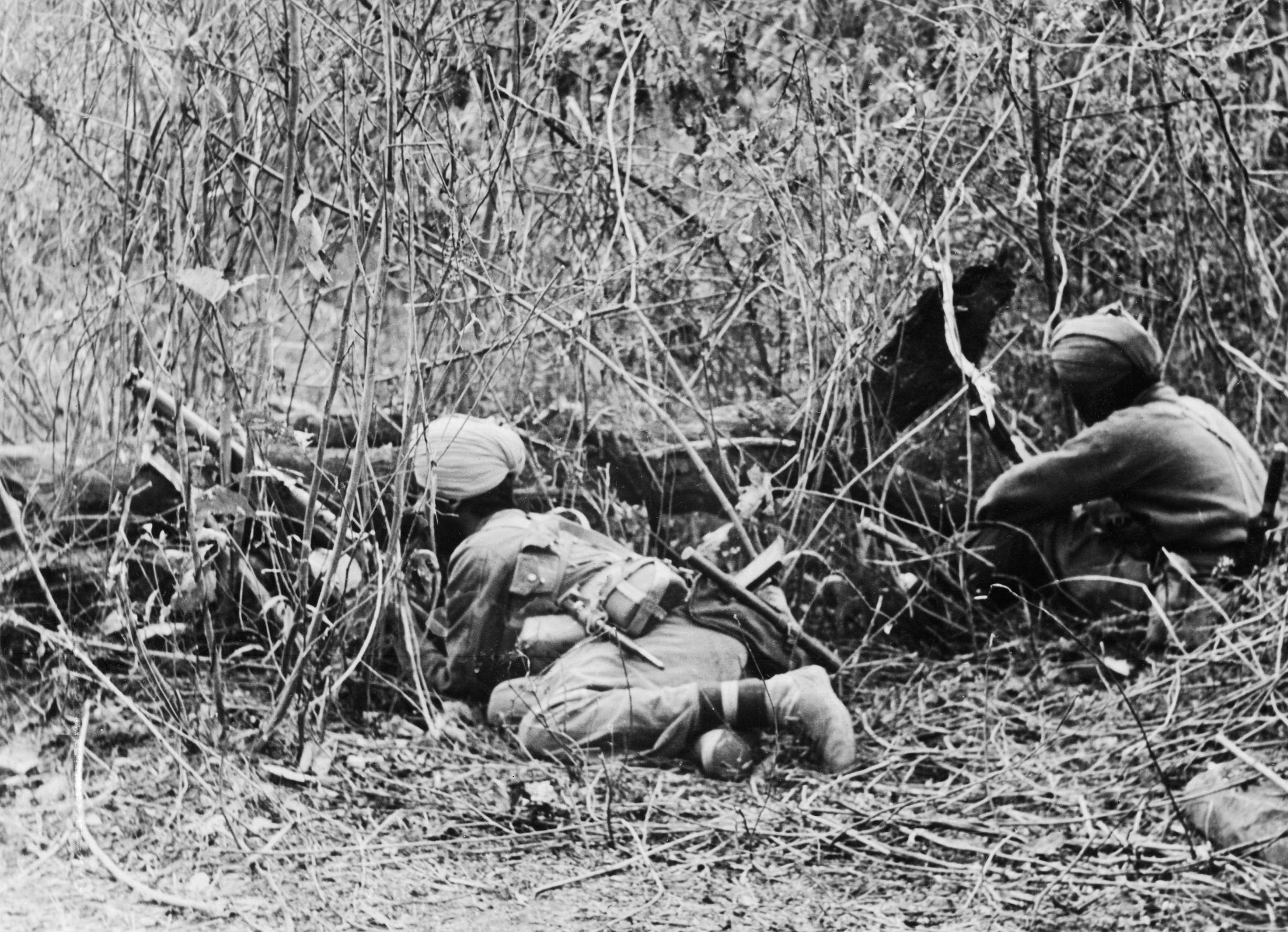
A 7. indiai hadosztály szikh katonái Ngakyeduak-hágónál

A brit csapatok beásták magukat és az erősítésre vártak. A 15. indiai hadsereg utánpótlási területén került sor a Ngayedauki-csatára 1944. február 5-e és február 23-a között. A japánok a 15. indiai hadsereg irányítási-utánpótlási területét és egységeit vették tűz alá, így próbálva a gyengébb egységeknél áttörni a britek védelmét. Ám a tankokkal támogatott védők kitartottak és a japánoknak nem sikerült megsemmisíteniük a hadsereget. Habár a csata során közel azonos veszteségeket szenvedtek el mind a védők, mind a támadók, az eredményt illetően a japánok jelentős vereséget szenvedtek el. Az áttörési és bekerítési hadműveletük megbukott, képtelenek voltak elfoglalni a britek utánpótlásait, hadianyagait, így a japán katonákat az éhség gyötörte.
A szövetségesek nem tudták kiaknázni a győzelmüket, mivel időközben megkezdődött a burmai középső frontszakaszon a japánok támadása.

## Középső front
1943 augusztusában a japán hadvezetés úgy döntött, hogy támadást indítanak 1944 tavaszán India ellen. 1944 elején már számos jele volt annak, hogy a japánok offenzívát készítenek elő a frontvonal középső szakaszán, Imphal ellen. Slim és Scoones azt tervezték, hogy az előre nyomuló japánok mögé kerülnek egyes hadosztályaik, hogy ezáltal elvágják a támadók utánpótlási vonalait.
A 15. japán hadsereg (33. japán hadosztály, 15. japán hadosztály és a Jamamoto hadtest) Renja Mutagucsi tábornok vezetésével azt tervezte, hogy elszigeteli és megsemmisíti a 4. indiai hadsereg előretolt hadosztályait a Csindvin-folyónál, mielőtt elfoglalná Imphalt. A 31. japán hadosztálynak eközben Kohimát kell majd elfoglalnia, elszigetelve azt Imphaltól. A támadás célja Dimapur indiai város elfoglalása volt a Brahmaputra folyónál. Amennyiben a japánok tervei sikerülnek, nyitva áll az út Északkelet-India felé, ugyanis a Burma-India közti hegyvonulat után nem volt semmilyen stratégiai hely nyugatra, ahol eredményesen tudnák a britek feltartóztatni a japánokat. Az Indiai Nemzeti Hadsereg a japánok oldalán vett részt a harcokban, hogy Indiába vonulva lázadást robbantson ki a britek ellen. Dimapur esetleges elfoglalásával újból el tudják szigetelni a külvilágtól a kínai nemzeti erőket és az Észak-Burmában előrenyomuló Joseph Stilwell csapatait és a csinditeket.

### Megelőző harcok
A japánok 1944. március 8-án keltek át a Csindvin-folyón, megindult a japán U-Go hadművelet. Scoones március 13-án rendelte vissza Imphalba az előretolt hadosztályait. A 20. indiai hadosztály minden nehézség nélkül Tamuból vonult vissza, de a 17. indiai hadosztályt körbezárta Tiddimben a 33. japán hadosztály. Március 18-ától március 25-éig, köszönhetően a szövetséges légi utánpótlásoknak is, a körbezárt hadosztály képes volt felvenni a harcot a japánokkal, áttörni az útakadályokat és április 4-ére Imphalba érkezni.
Imphalban időközben csak az 50. indiai ejtőernyős dandár tartózkodott. Március 29-én a 31. japán hadosztály elvágta az Imphalt Kohimával összekötő utat. A japánok arakáni veresége miatt Dél-Burmából a 20. és az 5. indiai hadosztályt légi úton Imphalba szállították, számos hadianyaggal ellátva. Az átszállítás csupán tizenegy napot vett igénybe.

### Kohima

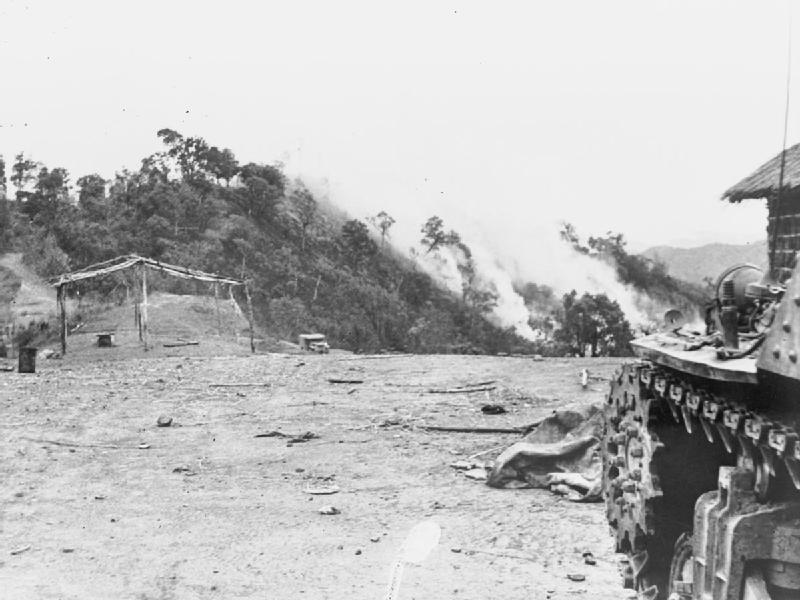
Japán állások tűz alatt Kohimánál.

Mialatt a brit csapatok ostrom alatt álltak Imphalban, a 31. japán hadosztály előrenyomult 20000 emberrel Kohima irányába, amelyet elvágott Imphaltól. Ahelyett azonban, hogy egy kisebb haderővel lekötötte volna a kohimai helyőrséget és továbbvonult volna Dimapur irányába, Kotoku Szato vezérezredes, a hadosztály parancsnoka teljes tűz alá vette Kohimát. Szatot az befolyásolta leginkább, hogy nem tartotta megvalósíthatónak a 15. japán hadsereg Indiába való irányítását, az utánpótlási nehézségek miatt.
A kohimai csata április 5-én vette kezdetét, amikor a japánok körbevették a Helyőrség-dombot és a domb tetejére vonult britek ellen támadást intéztek. A leghevesebb harcok a helyőrség teniszpályája körül folytak. A csata ezen szakaszát gyakran a teniszpálya-csatának is nevezik. A helyőrség az utolsó pillanatig védekezett, végül április 18-án a 161. indiai dandár térségbe érkezése mentette fel a védőket. A 2. brit hadosztály május 15-én kezdett ellentámadást Kohimánál, ahol a japánok időközben beásták magukat, megerősítették állásaikat. Egyre több hadosztály érkezett Kohimába (5., 7. indiai hadosztály, csindit egységek). Június 22-ére a britek újból biztosították a Kohima Imphal közti utat, a kohimai-csata a britek győzelmével végződött.

### Imphal

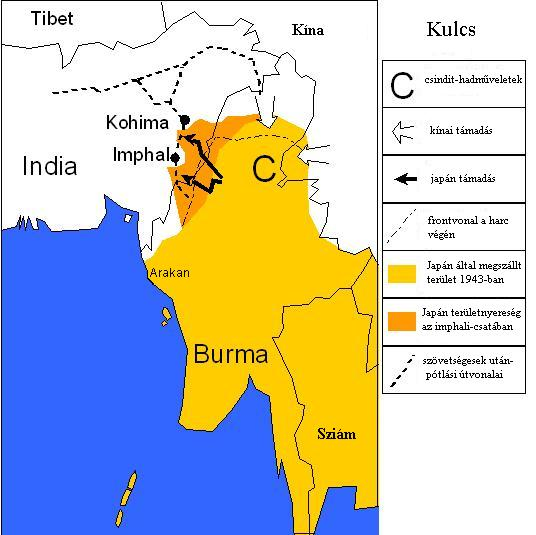
Hadműveletek Burmában 1944-ben

Az imphali csata 1944 áprilisában kezdődött meg, amikor a japánok támadást indítottak a körbezárt Imphal ellen. A japán támadások összeomlottak, nem sikerült áttörni a britek védelmét. Május elején Slim és Scoones ellentámadást indított a 15. japán hadosztály ellen Imphaltól északra. Az előrenyomulás lassú volt. A monszun elkezdődött, számos szállítási nehézség lassította a szövetségeseket. A japánok helyzete még a szövetségesekénél is rosszabb volt: sem a 31. sem a 15. japán hadosztály nem kapott megfelelő utánpótlást a támadás megindításától kezdve, a csapatoknak elfogyott az élelmük. A járványok ezer számra tizedelték az éhező japán katonákat.
Szato hadosztályparancsnok közölte a 15. japán hadsereg parancsnokával, Mutagucsival, hogy ha május végéig nem kapnak utánpótlást a Kohimánál harcoló csapatai, akkor leállítja Kohima ostromát. Június 22-én az előrenyomuló britek véget vetettek Imhpal ostromának, a japán hadosztályok szétforgácsolódtak, egyes egységek folytatták a harcot, mások rendezetlenül vonultak vissza Közép-Burmába.
Mutagucsi mindazonáltal újból a támadások mellett döntött. A 33. japán hadosztály és a Jamamoto hadtest Imphaltól délre támadást kísérelt meg, de június végére olyan nagy veszteségeket szenvedtek el, hogy képtelenek voltak a további harcokra, támadásra. A szövetségesek közben számos japán, éhségtől és betegségektől gyötört hadifoglyot ejtettek Ukhrul térségében, Imphaltól északra. Július elejére az imphali csata végetért, a megmaradt japán csapatok a Csindvin-folyón túlra vonultak vissza.

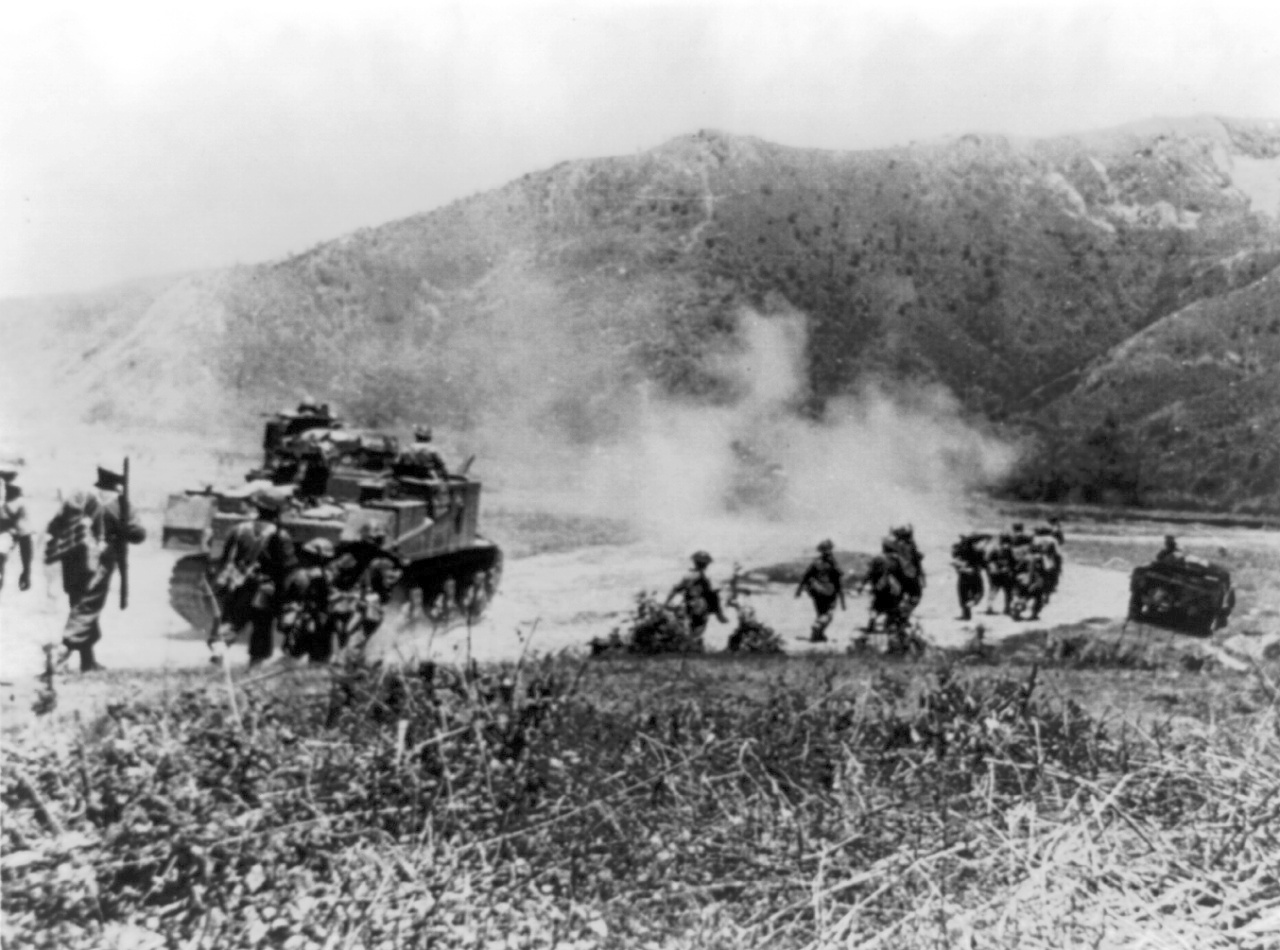
A szövetségesek visszafoglalják a japánoktól az Imphal-Kohima közti utat.

Az imphali csata volt a Japán történelem addigi legnagyobb veresége. A japánok 55 000 főnyi veszteséget szenvedtek el, ebből 13 500 katona halt meg. A veszteségeket súlyosbították a tömeges éhezések, járványok, alultápláltság. A szövetségesek 17 500 főnyi veszteséget szenvedtek el. Mutagucsit lemondatták a 15. japán hadsereg parancsnoki posztjáról. Szato, a Kohima elleni ostrom vezetője visszautasította, hogy hara-kirit kövessen el, mivel nem tartotta magát felelősnek a vereségben. A hadvezetés utasítására orvosokkal vizsgáltatták meg, akik megállapították, hogy Szato elmebetegségben szenved, ezért nem képes vállalni a mártírságot (az orvosi vizsgálatot Kawabe, a Burma Terület Hadseregcsoport vezetője indítványozta, aki el akarta kerülni a botrányt a mártíromság megtagadása miatt).
1944 augusztustól novemberig a 14. indiai hadsereg kiszorította a japánokat a Csindvin-folyó nyugati területeiről. November végére Kalewát visszafoglalták a britek és számos hídfőt létesítettek a Csindvin-folyón.
Slimt és hadsereg parancsnokait (Scoones, Chistison és Stopford) lovagi címmel tüntették ki Imphalban 1944 decemberében katonai ceremónia mellett.

## Eredmények
Az 1944-es év fordulópontot jelentett a burmai hadszíntéren. Az Észak-Burmában előrenyomuló csinditek, Stilwell egységei és Merrill marauderei által sikerült újból a szövetségeseknek kapcsolatot létesíteniük Kínával. A dél-burmai arakáni japán ellentámadás sikertelensége előrevetítette a japánok vereségét a középső frontszakaszon is. Kohima védőinek végsőkig való kitartása és Imphal védelme mellett az utánpótlási nehézségek és a járhatatlan dzsungel is hozzájárult Japán addigi történelmének legnagyobb vereségéhez. A Burmában állomásozó japán csapatok végzetesen meggyengültek, a szövetségesek 1945-re átfogó támadást határoztak el Burmában. Burma japán megszállása a végéhez közeledett.

## Galéria

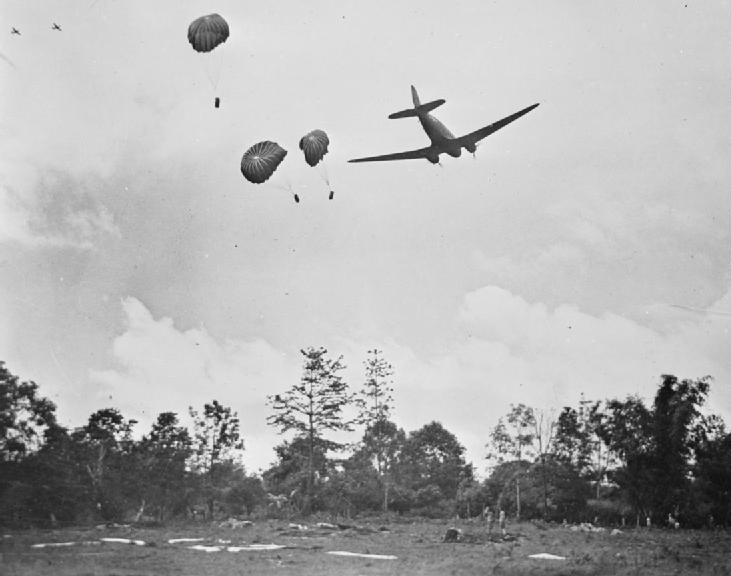
Egy C 47 szállító ejtőernyővel dob le utánpótlást Myitkyinánál. 1944.
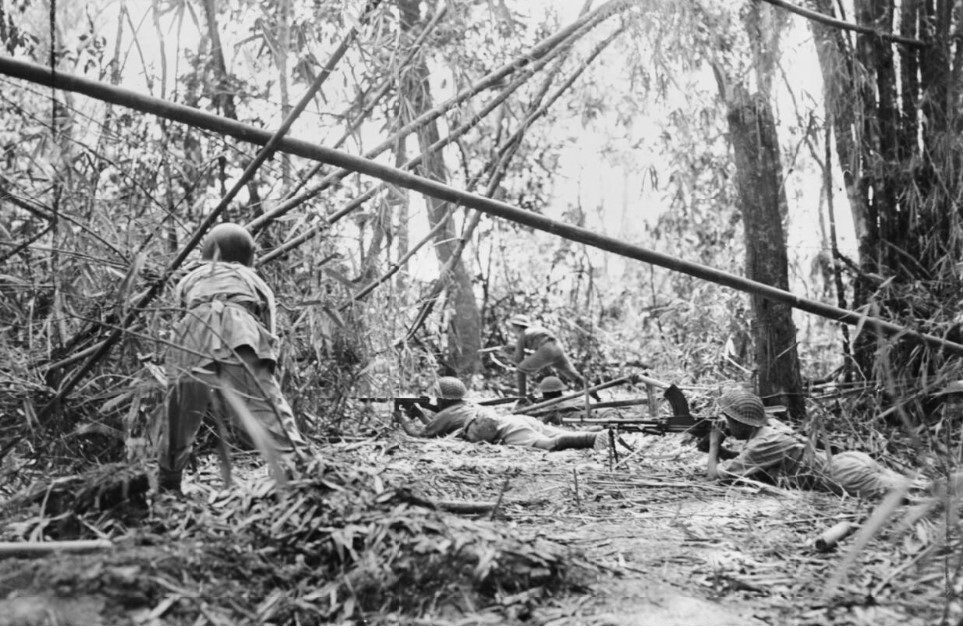
Stilwell csapatai a dzsungelben Myitkyina felé.
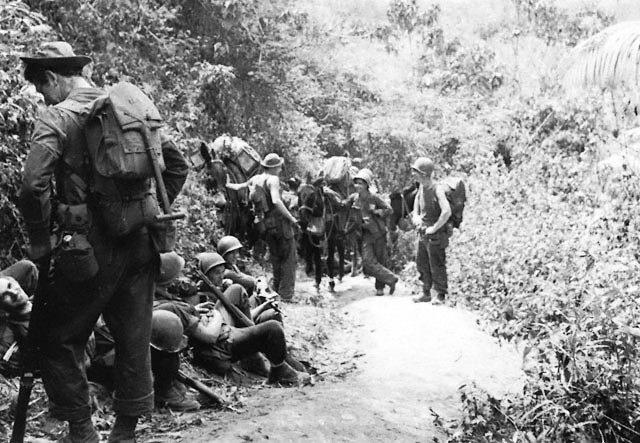
Marauderek pihenőn. 1944.
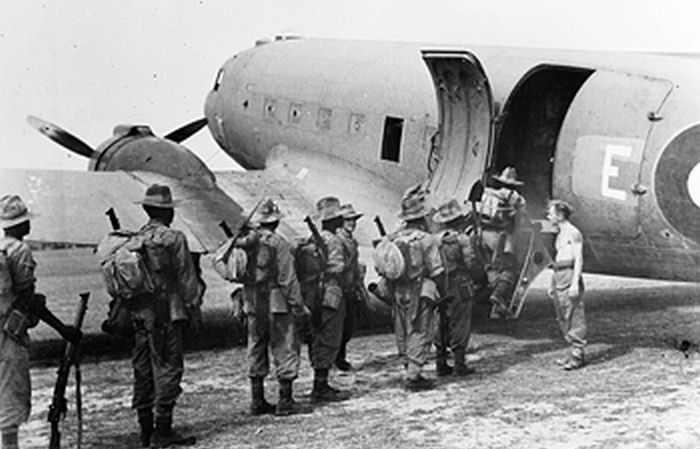
Nyugat-afrikai csinditek a Csütörtök-hadműveletben.

## Lásd még
- Burmai Állam

## Bibliográfia
- The Times Atlasz: Második világháború szerk.: John Keegan. Akadémiai Kiadó Bp. 1995.
- A II. világháború nagy csatái. John MacDonald. GABO kft. 1995.